# خافيير فاليرو
خافيير فاليرو (بالإسبانية: Xavi Valero) هو لاعب كرة قدم إسباني في مركز حراسة المرمى، ولد في 28 فبراير 1973 في كاستيون دي لا بلانا في إسبانيا. لعب مع ريال مايوركا وريال مورسيا وريكرياتيفو ولوغرونيس ونادي ريكسهام ونادي قرطبة ونادي كاستييون.